# Pilar Vergara
Pilar Vergara Tagle (23 de junio de 1947) es una periodista chilena, ganadora del Premio Nacional de Periodismo de Chile en 1993.

## Familia y estudios
Es hija del publicista y agricultor de La Calera Ruperto Vergara Santa Cruz, y de Olga Tagle. Es nieta del destacado jurista y diplomático Ruperto Vergara Bulnes.
Cursó sus estudios universitarios en la Pontificia Universidad Católica de Chile (PUC), titulándose en 1968.

## Carrera profesional
Trabajó en Canal 13, en el programa Pasado meridiano, y en el diario El Mercurio, donde participó en la sección de «Reportajes Dominicales». En aquel periódico fue también editora del cuerpo D de reportajes. Fue además profesora de técnicas periodísticas en la escuela de periodismo de la PUC.
En 1981 se integró al periódico La Segunda, junto a Cristián Zegers. En un principio trabajó como redactora jefa, para posteriormente asumir el cargo de editora de servicios informativos. En 2006, tras el nombramiento de Zegers en El Mercurio, asumió el cargo de directora del diario, trabajo que desempeñó hasta el año 2011. Fue, después de Silvia Pinto, la segunda mujer en dirigir un diario en Chile. Posteriormente escribió una columna dominical en el diario El Mercurio.
El año 2012 se unió al directorio de la Universidad Mayor.

## Premios
- 2003 - Premio Carmen Puelma.[7]
- 2001 - Premio Exalumno Distinguido de la Asociación de Exalumnos de la UC.[2]
- 1993 - Premio Nacional de Periodismo.[7]
- 1991 - Premio Embotelladora Andina.[7]
- 1988 - Premio Lenka Franulic.[7]